# Labichthys
Labichthys es un género de peces anguiliformes de la familia Nemichthyidae.

## Especies
Se reconocen las siguientes especies:
- Labichthys carinatus
- Labichthys yanoi